# Hugo Ruiz
Hugo Ruiz (* 21. September 1986 in Los Mochis, Mexiko als Hugo Federico Ruiz Domínguez) ist ein mexikanischer Profiboxer und ehemaliger WBC-Weltmeister im Superbantamgewicht.

## Profikarriere
Von Dezember 2006 bis Dezember 2012 bestritt er 32 Kämpfe, von denen er 31 gewann, davon 29 vorzeitig, 15 bereits in der ersten Runde. Seine dabei bedeutendsten Siege erzielte er gegen Alvaro Perez, ehemaliger WBC-Herausforderer von Hozumi Hasegawa, sowie gegen Yonfrez Parejo, späterer WBA-Herausforderer von Ryan Burnett. Er konnte daraufhin am 4. Dezember 2012 in Osaka um den WBA-Weltmeistertitel im Bantamgewicht antreten, verlor dabei jedoch durch eine Split Decision nach Punkten gegen den japanischen Titelträger Kōki Kameda.
Anschließend gewann er vier Kämpfe in Folge, darunter gegen Giovanni Caro, ehemaliger IBF-Herausforderer von Takalani Ndlovu, sowie gegen den ehemaligen WBO-Weltmeister Julio Miranda. Er verlor dann jedoch im August 2015 gegen Julio Ceja. Nachdem Ceja inzwischen WBC-Weltmeister im Superbantamgewicht geworden war, kam es am 27. Februar 2016 in Anaheim zu einem Rückkampf der beiden, in welchem sich Ruiz überraschend durch TKO in der ersten Runde durchsetzen konnte.
Er verlor den Titel jedoch in der ersten Verteidigung am 16. September 2016 in Osaka durch Aufgabe nach der neunten Runde an den Japaner Hozumi Hasegawa. Durch drei Siege in Folge, darunter im letzten gegen Alberto Guevara, ehemaliger IBF-Herausforderer von Léo Santa Cruz und ehemaliger WBC-Herausforderer von Shinsuke Yamanaka, erhielt er am 9. Februar 2019 in Carson einen WBA-Weltmeisterschaftskampf im Superfedergewicht. Er verlor dabei jedoch durch KO in der ersten Runde gegen Gervonta Davis.
| Vorgänger  | Amt                                                                              | Nachfolger      |
| ---------- | -------------------------------------------------------------------------------- | --------------- |
| Julio Ceja | Boxweltmeister im Superbantamgewicht (WBC) 27. Februar 2016 – 16. September 2016 | Hozumi Hasegawa |